# Museo svedese di storia naturale

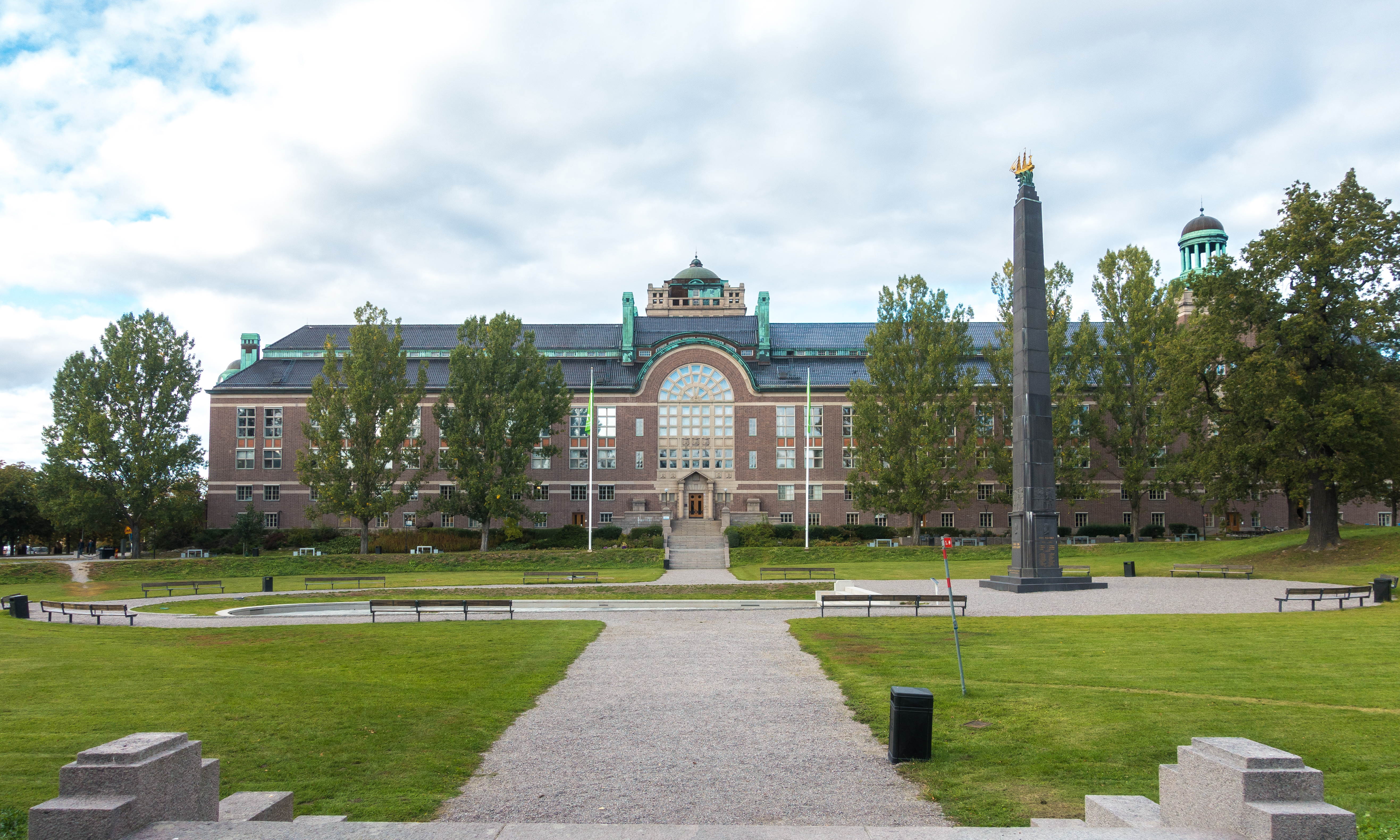
Museo Svedese di storia naturale, facciata sud.

Il Museo svedese di storia naturale è un museo di situato a Stoccolma e fondato nel 1819. È il museo più grande della Svezia e ospita anche un planetario e l'unico cinema IMAX a forma di cupola della Svezia. L'attuale edificio del museo, progettato dall'architetto Axel Anderberg e inaugurato il 13 novembre 1916, si trova all'interno del Parco Nazionale Reale della città (in svedese: Kungliga nationalstadsparken).

## Storia

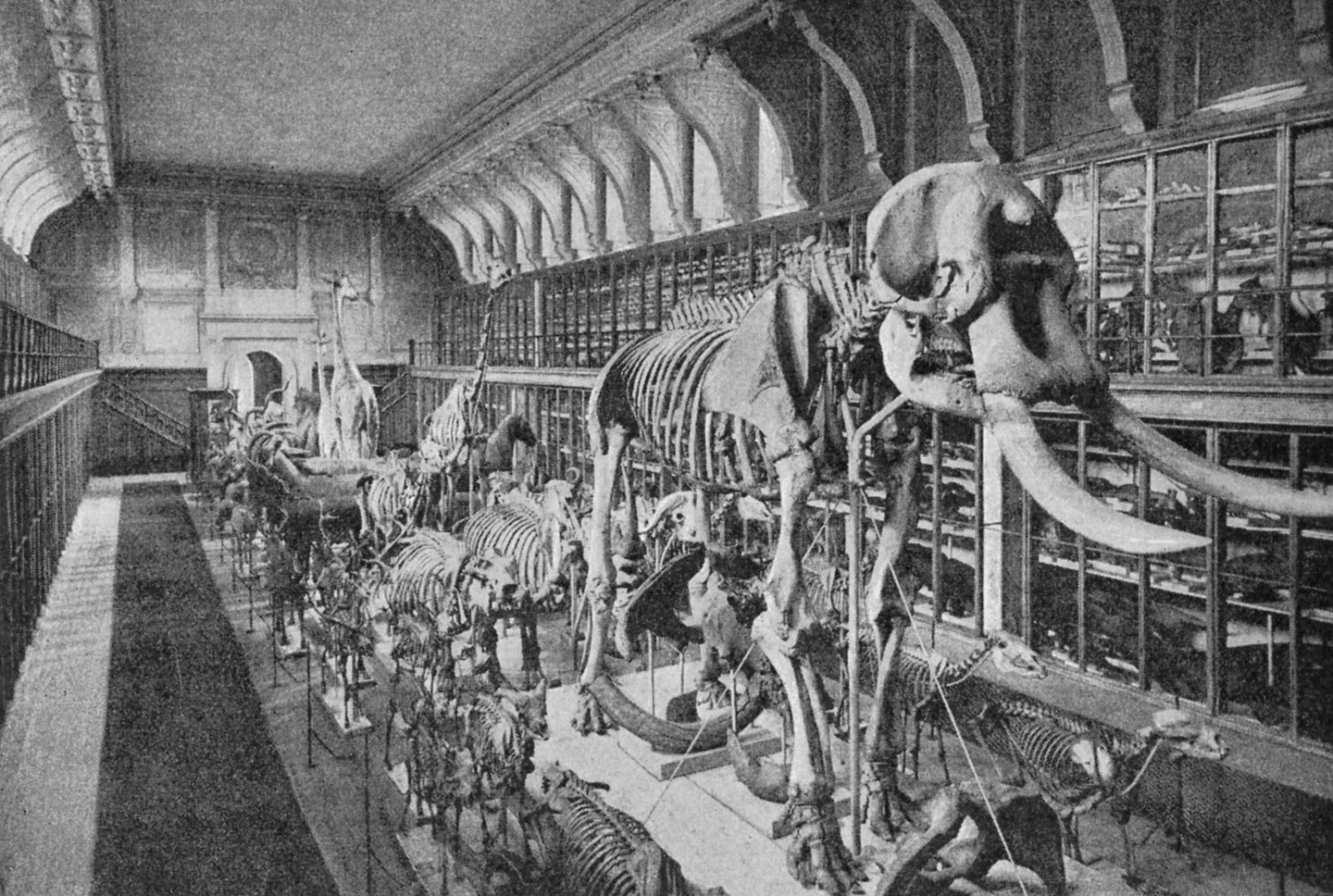
Il Museo svedese di storia naturale, la grande sala dei mammiferi nel Palazzo Westman nel 1897.

Poco dopo la sua fondazione, L'Accademia reale svedese delle scienze aveva già ricevuto diverse donazioni e in una delle prime riunioni si decise di acquistare un magazzino per utilizzarle. Le collezioni aumentarono rapidamente, ma subirono sia danni sia furti a causa dei frequenti cambiamenti di sede. Condizioni migliori furono create quando l'Accademia ricevette un proprio edificio nel 1778 e quando alle collezioni fu assegnato un custode specifico, Anders Sparrman. Nel 1798 fu sostituito da Conrad Quensel, che diede preziosi contributi all'organizzazione scientifica e all'elenco degli oggetti.
Tra queste c'erano diverse collezioni di minerali, la grande collezione entomologica del barone Charles De Geer, altre collezioni zoologiche (1778) e l' erbario del medico provinciale LJ Montin (1785). Nel 1801, per un decreto reale vennero aggiunte le collezioni di storia naturale appartenute alla regina Luisa Ulrica di Prussia e che erano state conservate nel Castello di Drottningholm. Già nel 1784 si decise che il museo dell'Accademia sarebbe stato aperto al pubblico in determinati orari e che le collezioni sarebbero state mostrate dal direttore. Olof Swartz (1807-1818) si occupò del museo con gli incarichi di direttore del Bergian Garden e di segretario dell'Accademia, successivamente il ruolo di direttore del Bergian Garden fu assegnato a un custode specifico Johan Wilhelm Dalman (1818).
Più o meno nello stesso periodo, il maresciallo di corte barone Gustaf von Paykull donò allo stato le sue ricche collezioni zoologiche conservate a Vallox-Säby nell'Uppland. Il Museo Nazionale, che inizialmente comprendeva solo la zoologia, nacque dalla fusione delle collezioni di von Paykull e quelle dell'Accademia Svedese delle Scienze nel 1819 (anche se ci sarebbero voluti altri anni prima che fossero fisicamente unite).
Il rapido aumento delle collezioni spinse l'Accademia a decidere di acquistare il Palazzo Westman nel 1828. Il trasferimento fu effettuato da Sven Nilsson, che durante il suo periodo di direttore (1828–1831) fondò i dipartimenti del museo dedicati alla fauna nordica. Fu durante il periodo di Bengt Fries (1831-1839) come direttore che il museo fu aperto al pubblico nel novembre 1831. Con l'aumento dei fondi governativi nel 1841, il museo divenne un Museo di Storia Naturale, anche se le collezioni di botanica e mineralogia dell'Accademia delle Scienze non furono automaticamente incluse. C'erano quindi cinque dipartimenti, ciascuno con un proprio direttore. Il Museo Svedese di Storia Naturale è stato successivamente dotato di nuovi dipartimenti, per esempio per le collezioni di animali fossili nel 1864, per le collezioni archeologiche e di piante fossili nel 1885 e per le collezioni etnografiche nel 1900.

## Edificio

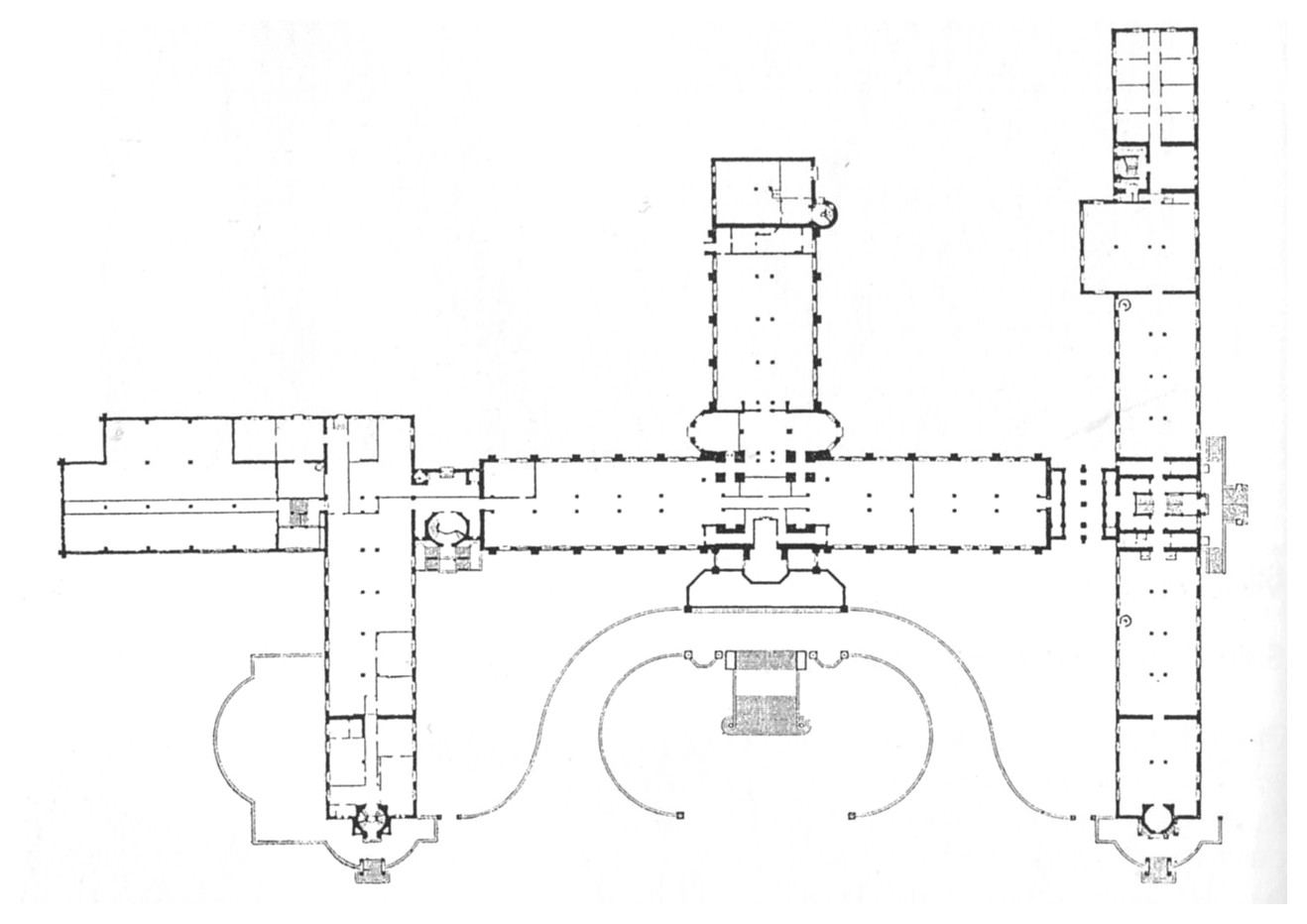
Planimetria, piano terra.

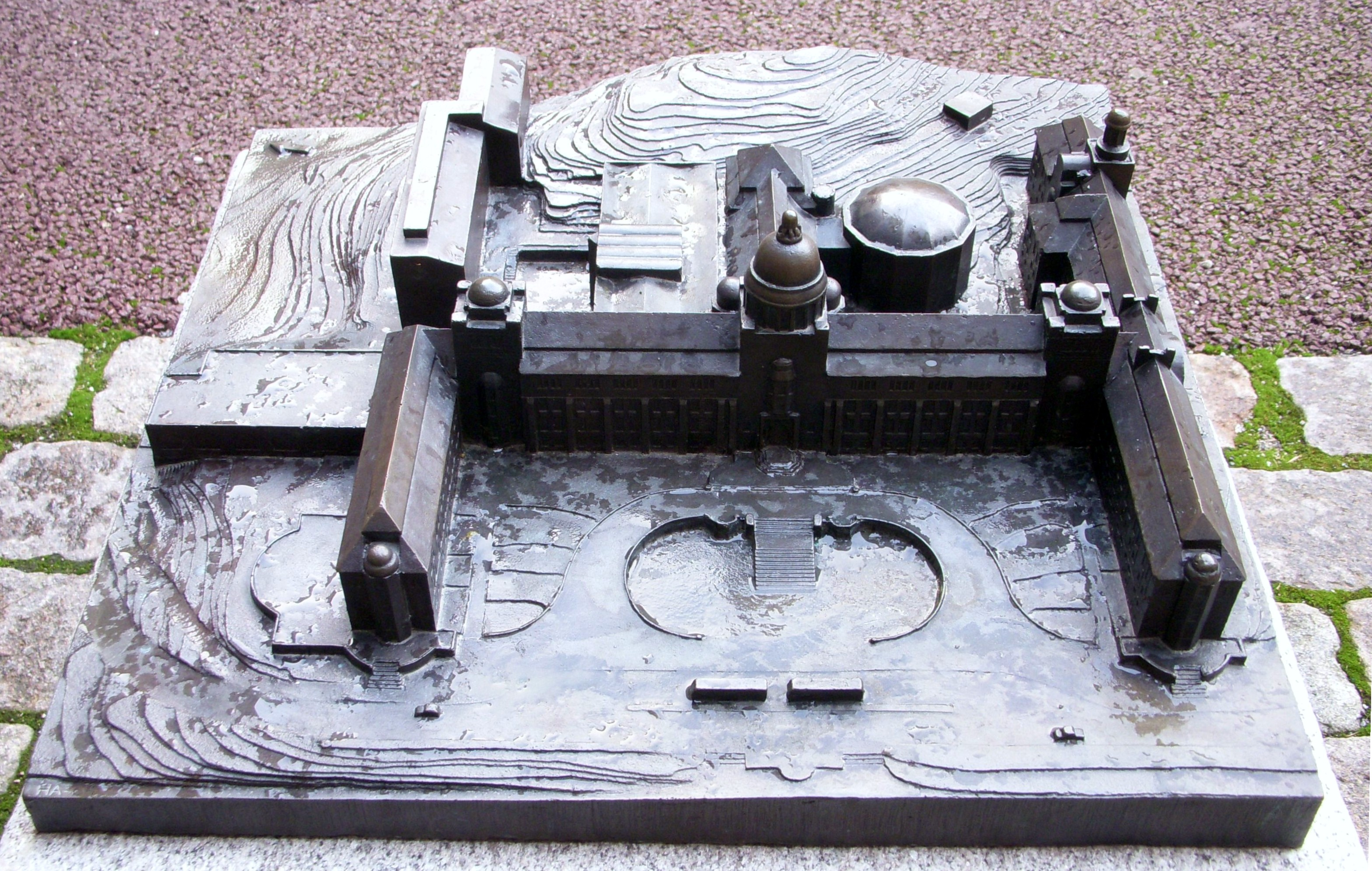
Il modello in bronzo nel cortile del Museo Svedese di Storia Naturale

Il grande complesso edilizio del Museo Nazionale fu costruito tra il 1907 e il 1916 secondo i disegni dell'architetto Axel Anderberg. Il museo, originariamente, consisteva di cinque lunghezze interconnesse che ospitavano diversi dipartimenti del museo. Una delle prime parti ad essere completata fu il cosiddetto "Museo delle balene", con scheletri di balene in mostra; questo fu inaugurato nel 1908. Nel 1993 fu aggiunto un sesto edificio al complesso, Cosmonova, il quale comprende tuttora un cinema IMAX e un planetario. Il museo fu inaugurato il 13 novembre 1916.
La monumentale architettura in mattoni dell'edificio dà un'impressione classica, anche la scala e i vestiboli sono stati magnificamente progettati dall'architetto; mentre le sale di esposizione sono state mantenute più semplici. I muri sono principalmente in mattoni rossi di Helsingborg con zoccoli, modanature e infissi in granito chiaro. I tetti sono ricoperti da tegole smaltate nere, la cupola è costruita con lastre di rame . L'architettura di Anderberg fu influenzata dal barocco carolingio, che fu adattato allo stile Art Nouveau dell'epoca. L'edificio è dominato da una torre centrale a cupola alta 25 metri, che lascia entrare la luce del giorno attraverso tutti i piani fino all'atrio e che originariamente era destinata ad ospitare il pendolo di Foucault. Nel 1993, il museo è stato completato con un nuovo dipartimento, Cosmonova, costruito nel cortile sul lato nord dall'architetto Uhlin & Malm.  Accanto all'edificio principale furono costruite due case in legno per i custodi, chiamate Ville Nere.

### Foto interni, edificio

Cupola
Scala
Scala
Scala principale

## Mostre permanenti
- Fossile ed evoluzione - Una mostra della vita sulla terra
- Il viaggio umano - Una mostra sulla storia umana
- L'uomo animale - Una mostra sul corpo umano
- Life in water - Una mostra sulla vita nel mare, dalle grandi balene al piccolo plancton
- Diversity of life - Una mostra sulla vita, sui rettili, insetti e mammiferi
- Natura in Svezia - Una mostra sul comportamento degli animali e l'interazione nella natura svedese
- L'Artico - Una mostra sulla vita nel mondo bianco, nell'Artico e nell'Antartico
- Treasures from the Earth's Interior - Una mostra sul mistero dei minerali, meteoriti e gemme scintillanti
- Missione: CLIMA - Una mostra sul clima del futuro e le sue conseguenze

### Immagini, mostre

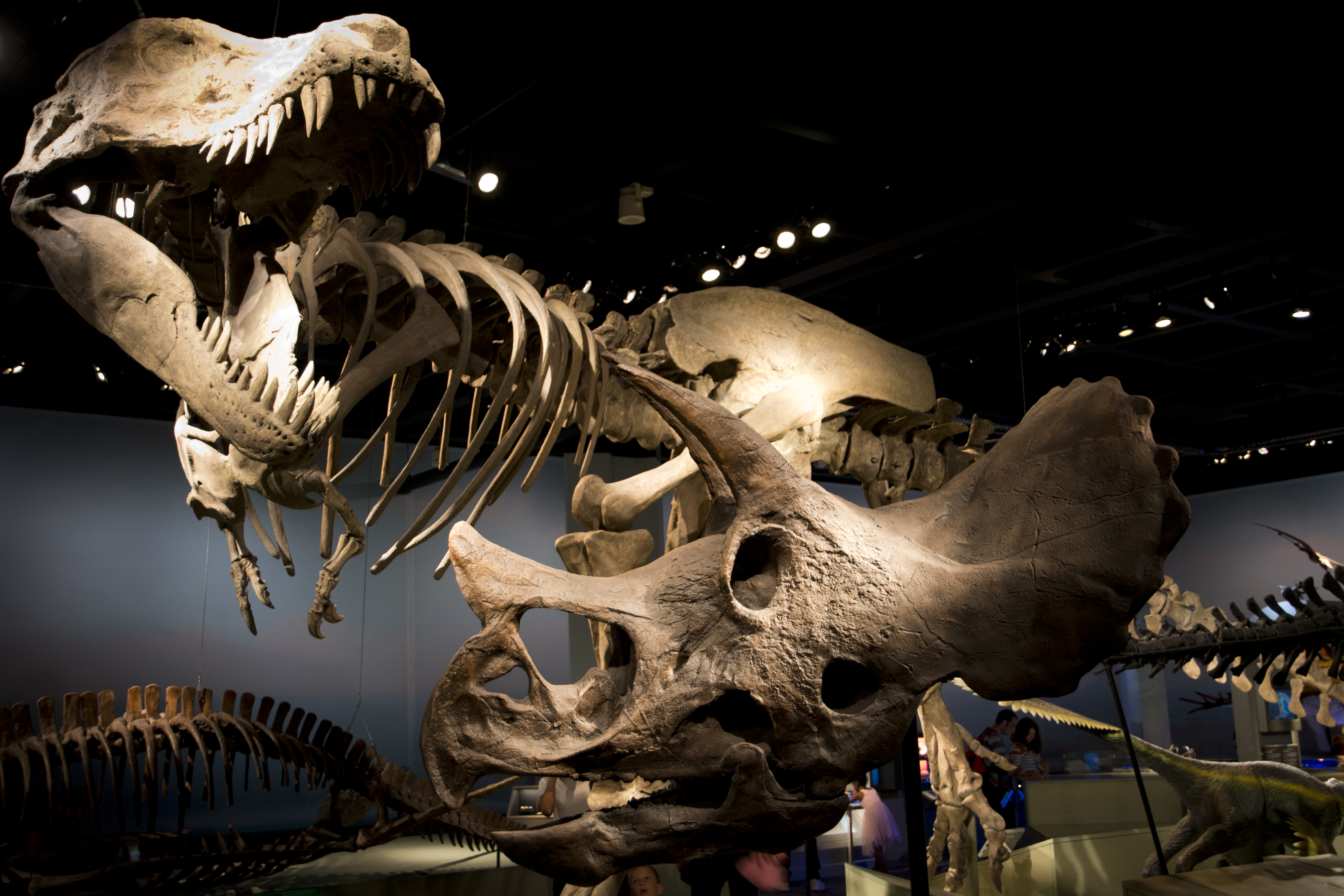
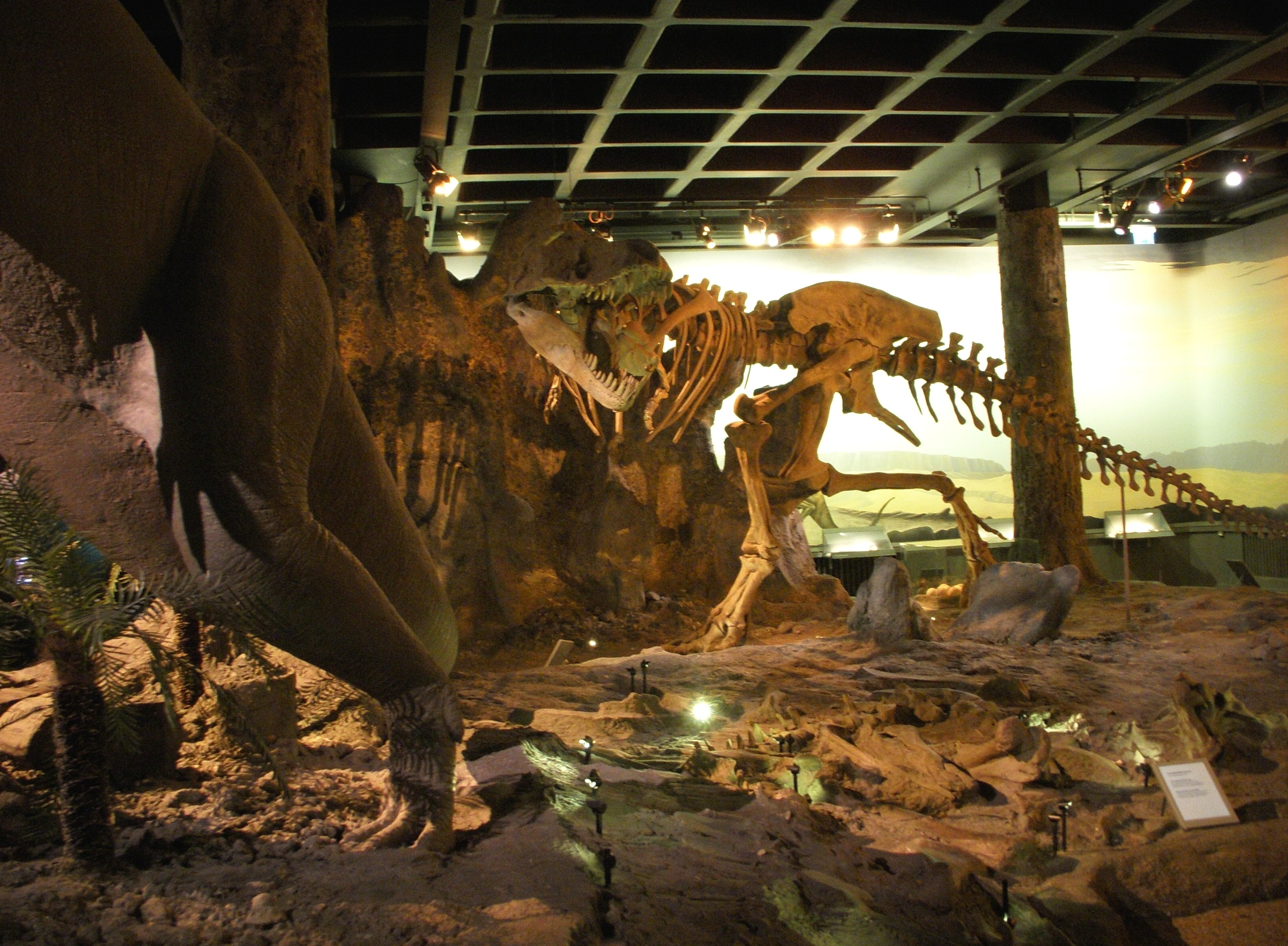
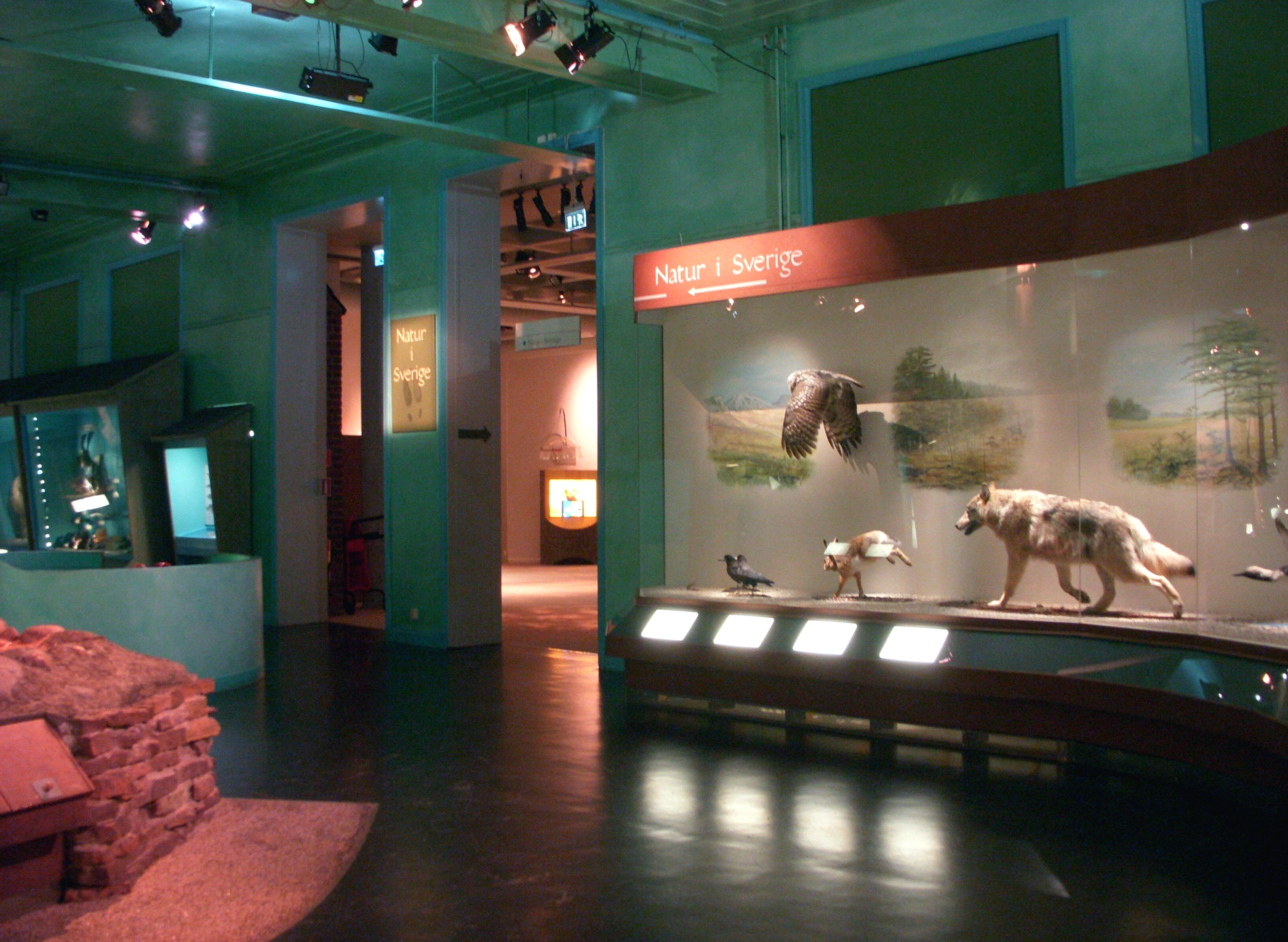
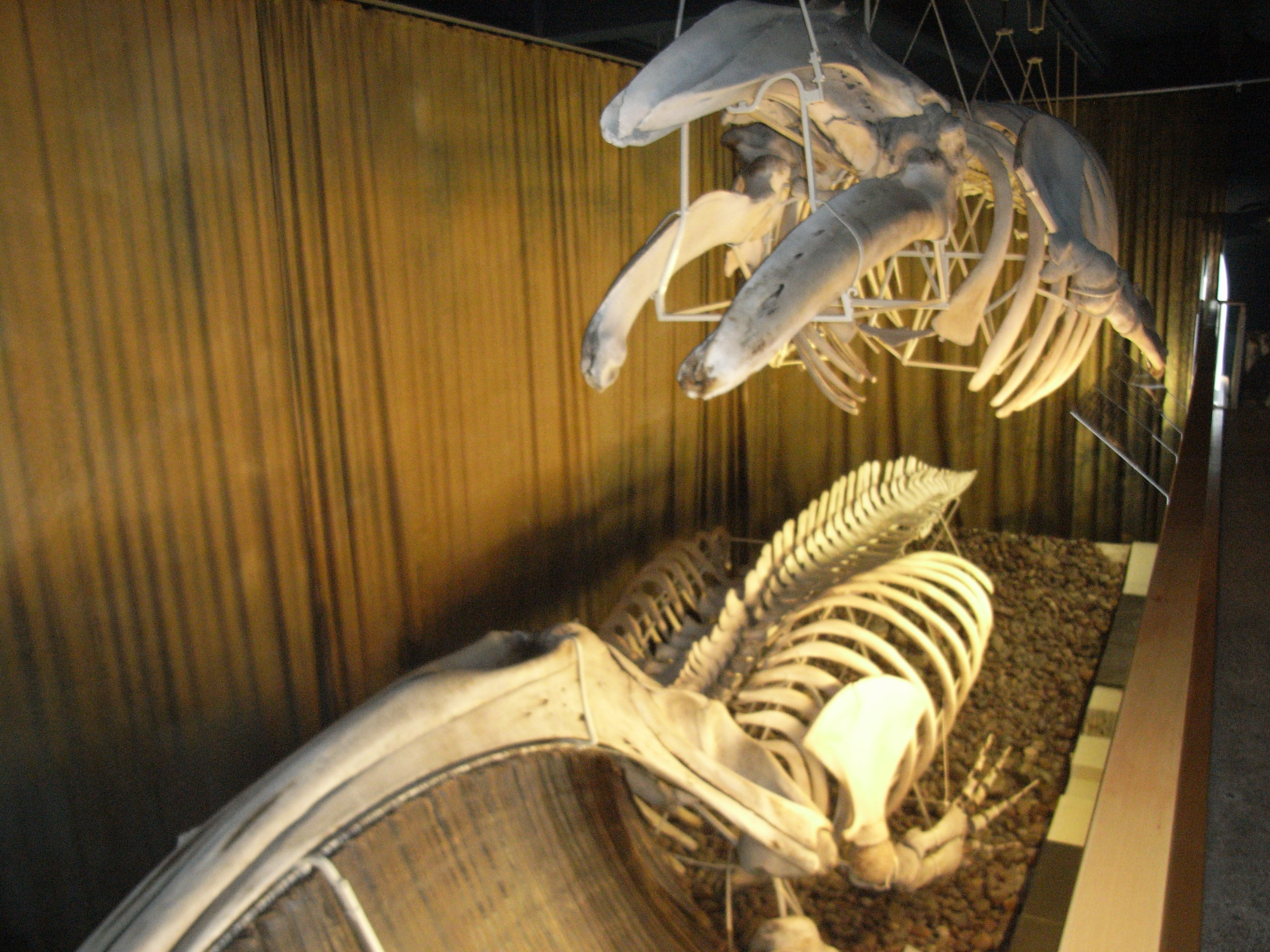

## L'Autorità
Il Museo Svedese di Storia Naturale è un'autorità amministrativa statale, che fa capo al ministero della cultura, con il compito di promuovere l'interesse, la conoscenza e la ricerca sulla struttura e lo sviluppo dell'universo e della Terra, del mondo vegetale e animale, della biologia umana e dell'ambiente naturale.

## Attività
Le collezioni del Museo Svedese di Storia Naturale contengono oltre undici milioni di animali, piante, funghi, minerali e fossili di tutto il mondo, insieme a campioni ambientali, DNA, dati di inanellamento e altro materiale, che sono indispensabili per il lavoro scientifico.
I ricercatori che lavorano al museo mappano la relazione e la diversità delle specie, esaminano la struttura del substrato roccioso o mostrano come noi umani influenziamo la natura che ci circonda. Dieci professori conducono il lavoro insieme a personale scientifico e tecnico. Ogni anno più di quattrocento ricercatori si recano in visita al museo. Inoltre nel museo lavorano circa una quarantina di dottorandi.
Il Dipartimento di Ricerca e Coordinamento gestisce una serie di progetti internazionali, come GBIF-Svezia, FishBase e Synthesys.

### Dipartimento di Bioinformatica e Genetica
Il dipartimento usa la tecnologia dell'informazione e i metodi genetici per contribuire alla conoscenza della diversità della vita, dell'ambiente naturale e del pianeta su cui viviamo.
Il dipartimento è stato creato nel 2013. La ricerca e lo sviluppo vengono condotti in queste aree, così come la responsabilità delle principali infrastrutture nazionali e internazionali. Questo dipartimento è diviso in tre gruppi: bioinformatica, laboratorio del DNA e ricerca.

### Dipartimento di botanica
Il dipartimento gestisce le collezioni dei semi di piante, funghi, muffe, licheni, alghe, muschi e batteri del Museo Svedese di Storia Naturale. Le collezioni sono sia culturalmente che scientificamente preziose, inoltre vengono continuamente utilizzate nei progetti di ricerca del dipartimento stesso e di altri ricercatori, sia in Svezia che in tutto il mondo.

### Dipartimento di Scienze della Terra
Il dipartimento svolge attività di ricerca e insegnamento in mineralogia e geologia isotopica, è responsabile della gestione delle collezioni geologiche e mineralogiche del museo e dei laboratori di ricerca che fanno parte di questo dipartimento.

### Dipartimento di ricerca e monitoraggio ambientale
Il dipartimento lavora sugli effetti delle tossine ambientali sull'ambiente, sulle strategie migratorie degli uccelli, sulla presenza di pollini, sul monitoraggio della selvaggina e sull'identificazione genetica del materiale biologico.

### Dipartimento di paleobiologia
Il dipartimento è responsabile delle grandi collezioni di animali e piante fossili del Museo Svedese di Storia Naturale. La ricerca indaga sull'evoluzione della vita e sulla morfologia e relazioni degli organismi.

### Dipartimento di zoologia
Nel dipartimento di zoologia, l'enfasi scientifica è sulla descrizione e la spiegazione dell'evoluzione e della diversità del regno animale. Le collezioni zoologiche, gestite dal dipartimento, costituiscono la base di questa ricerca e sono utilizzate sia dai ricercatori del dipartimento stesso che a livello internazionale.